# Amelanchier ovalis
Amelanchier ovalis là loài thực vật có hoa trong họ Hoa hồng. Loài này được Medik. mô tả khoa học đầu tiên.

## Hình ảnh

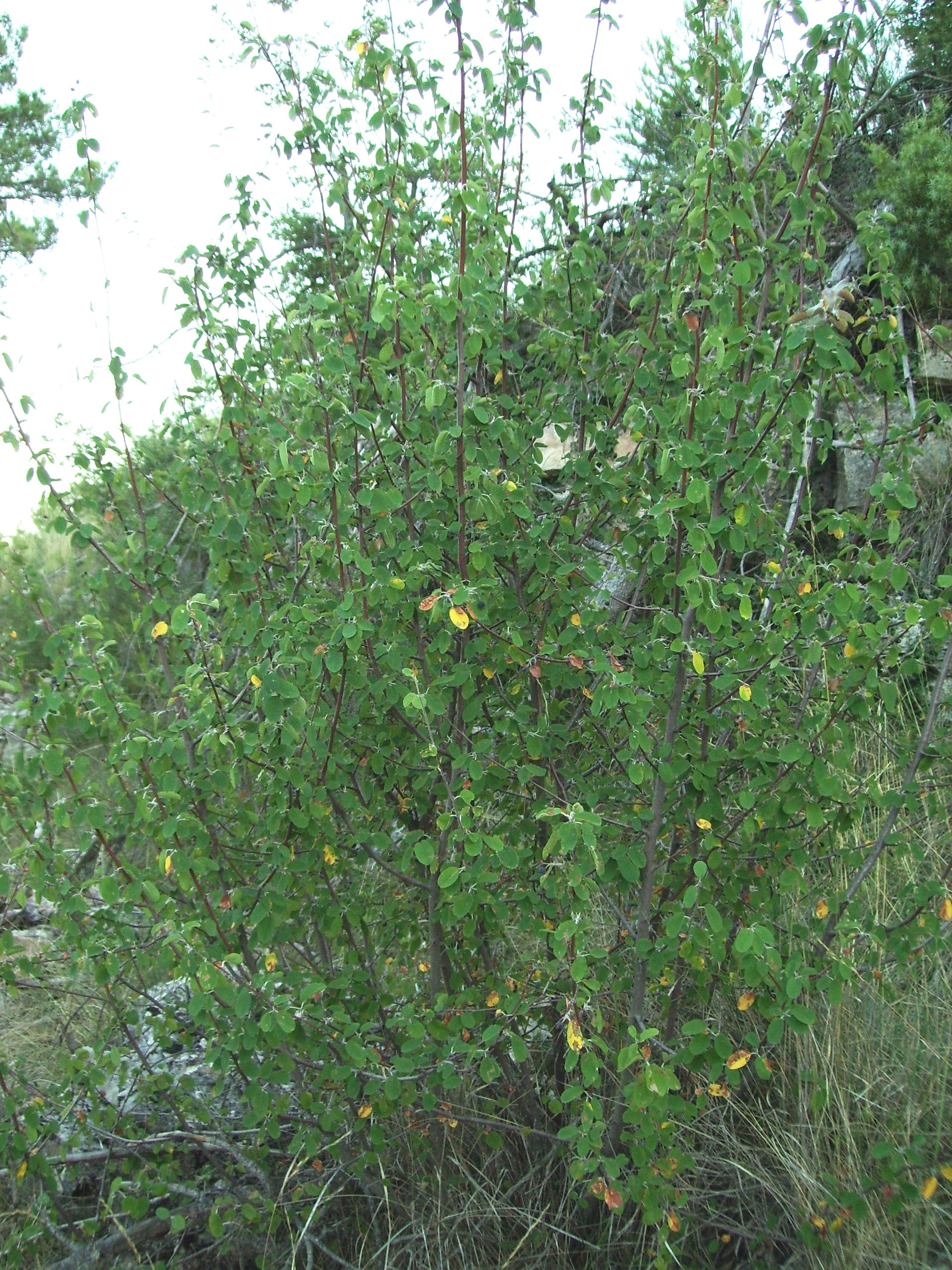
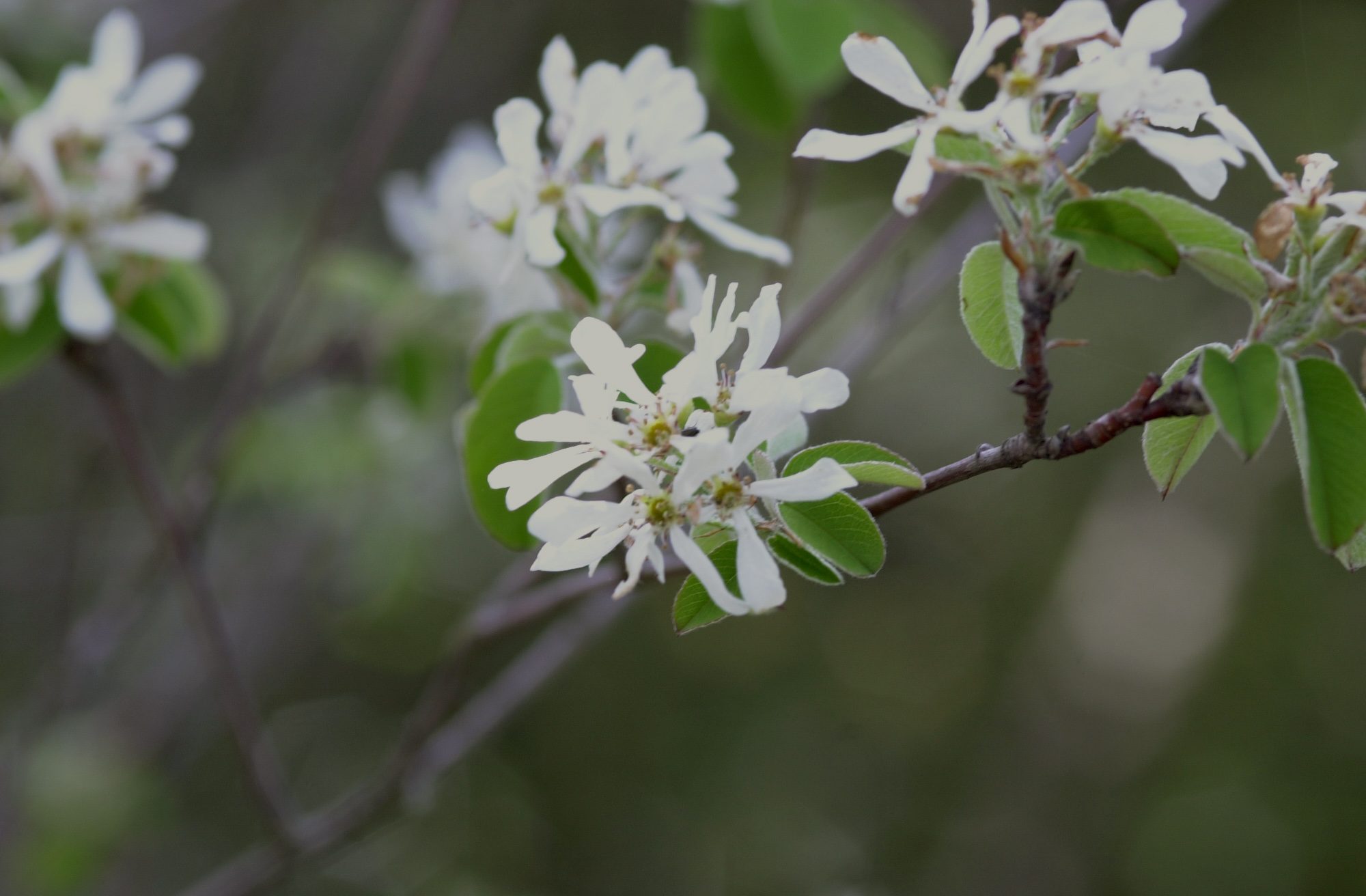
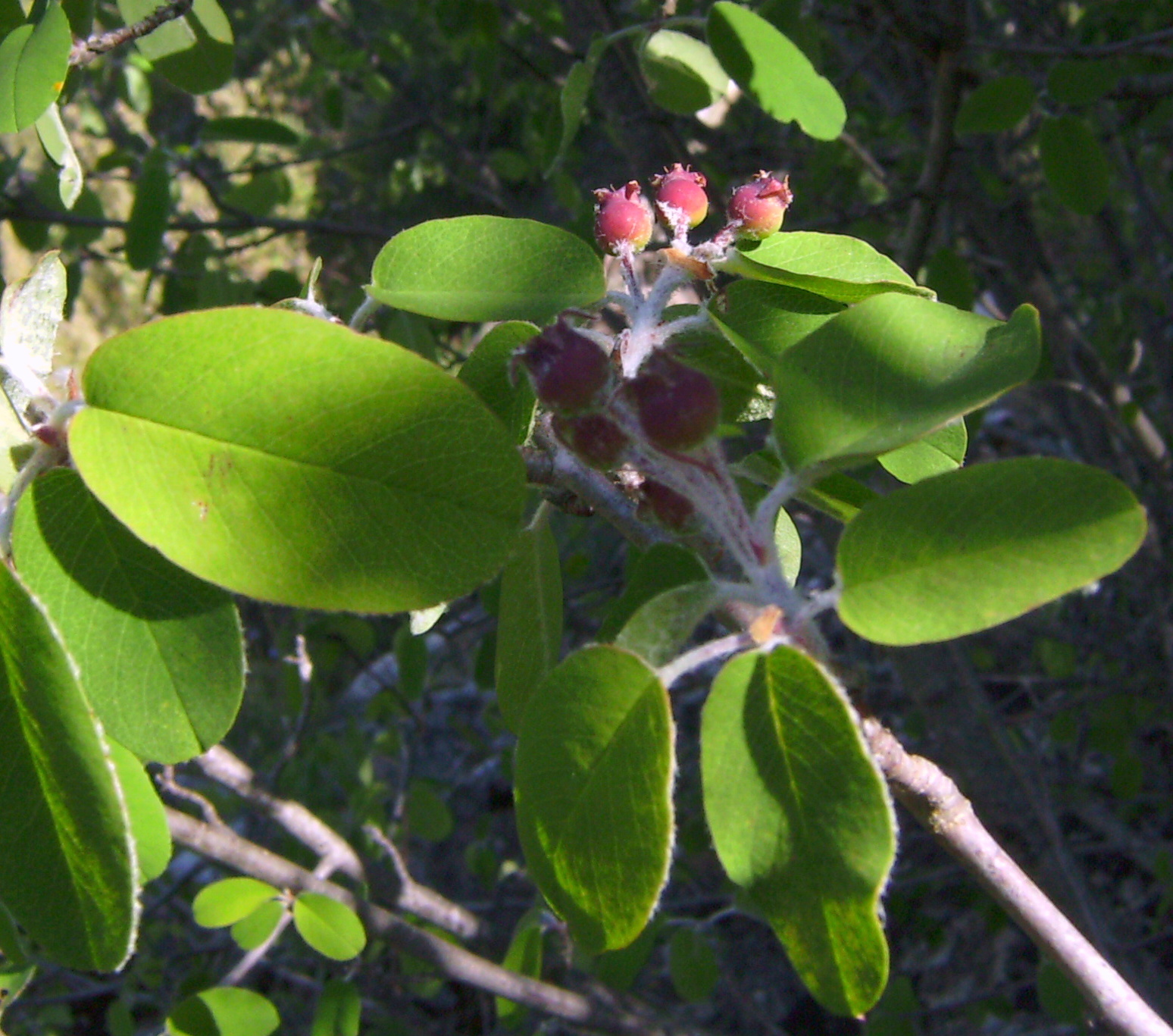
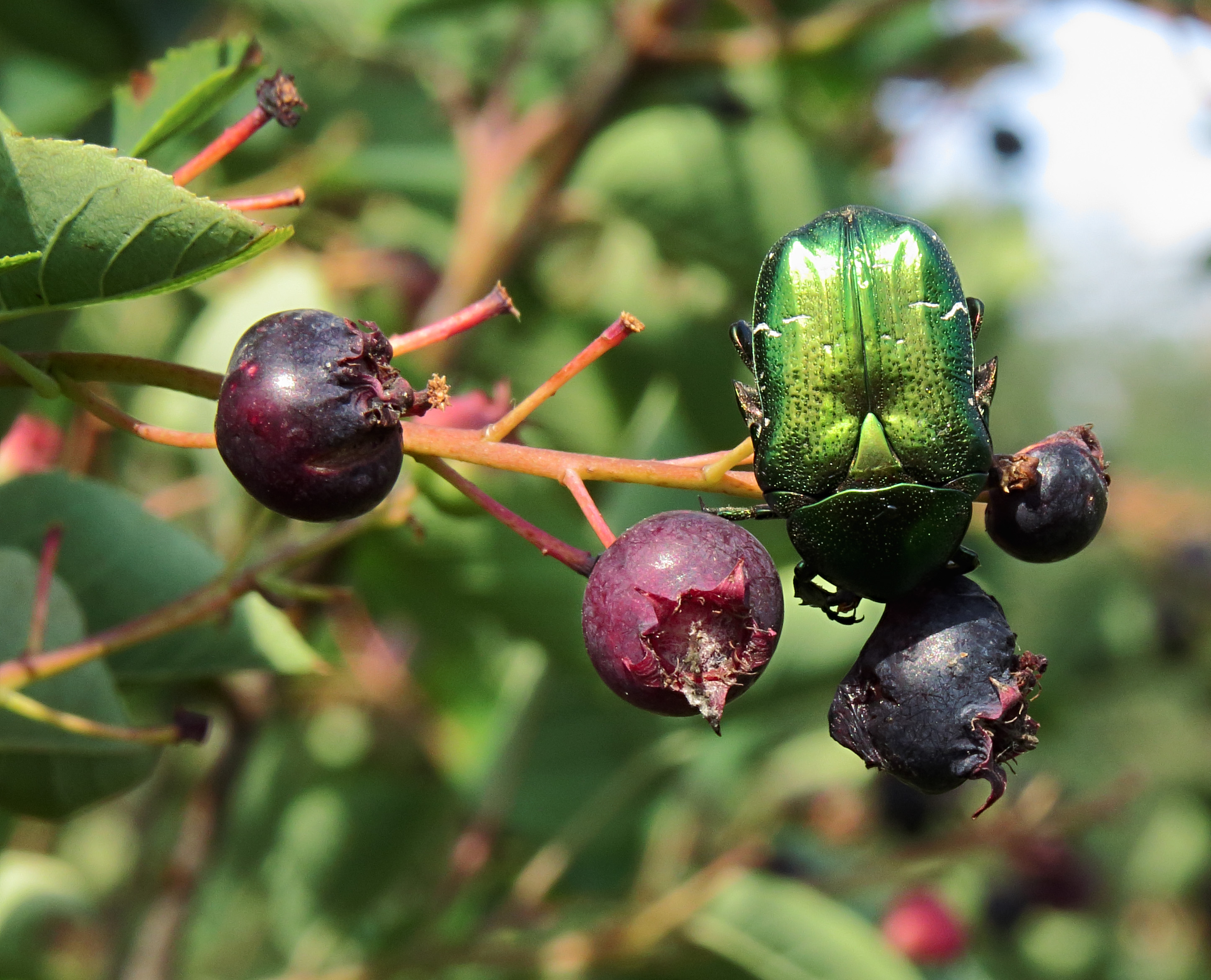